# Brezza di mare 〜dedicated to IZUMI SAKAI〜
『Brezza di mare 〜dedicated to IZUMI SAKAI〜』（ブレッツァ・ディ・マーレ ディドゥケイティド・トゥー・イズミ・サカイ）は、2007年8月15日に発売されたZARDのセレクションアルバム。CDコードはJBCJ-9024。

## 内容
- 2007年5月27日、前年から闘病中だったボーカルの坂井泉水が他界。坂井を追悼する意味合いを込めて『Soffio di vento 〜Best of IZUMI SAKAI Selection〜』と同時リリースされた。
- 収録楽曲は、ZARDのレコーディングスタッフが選曲したものである。『Golden Best 〜15th Anniversary〜』『Soffio di vento 〜Best of IZUMI SAKAI Selection〜』未収録シングル曲9曲を含む全14曲が収録されている。
- 「promised you」をはじめ、シングルバージョンがアルバム初収録となった曲が多数収録されている。また、「君がいたから」「世界はきっと未来の中」は別バージョンで収録されている。
- 特典DVDとして、「もう少し あと少し…」と「眠り」を収録している。
- タイトルの「Brezza di mare」は、イタリア語で「海風」という意味である。
- ジャケットは『ZARD BEST The Single Collection 〜軌跡〜』のブックレット内に使用された写真である。なお、この写真は2007年6月に行われた「坂井泉水さんを偲ぶ会」で遺影として使用された。
- オフィシャルホームページでは、寺尾広によるライナーノーツが閲覧できる（同時発売のSoffio di ventoも同様）。
- 歌詞カードでは、「さわやかな君の気持ち」の歌詞で誤植が判明した。（5行目：×「私の胸の中に」→○「君の胸の中に」）

## 収録曲
※詳細は各項目において解説。作詞は坂井泉水が全て担当している。
1. 瞳閉じて
  - 作曲：大野愛果　編曲：徳永暁人

36thシングル。
2. 明日を夢見て
  - 作曲：大野愛果　編曲：小林哲

35thシングル。シングルバージョンはZARDのアルバム初収録。
3. 風が通り抜ける街へ
  - 作曲：織田哲郎　編曲：徳永暁人

21stシングル。
4. I'm in love
  - 作曲：織田哲郎　編曲：池田大介

6thアルバム『Forever you』収録曲。
5. 君がいない（B-version）
  - 作曲：栗林誠一郎　編曲：明石昌夫

7thシングル。4thアルバム「揺れる想い」に収録されている、シングルバージョンよりもキーが半音低い（B Major）バージョン。
6. もう探さない
  - 作曲：織田哲郎　編曲：明石昌夫

3rdシングル。アルバム収録は、2ndアルバム『もう探さない』以来16年ぶり。
7. promised you
  - 作曲：栗林誠一郎　編曲：Cybersound

33rdシングル。シングルバージョンはアルバム初収録。
8. 悲しいほど貴方が好き
  - 作曲:大野愛果　編曲:葉山たけし

41stシングル「悲しいほど貴方が好き／カラッといこう!」の1曲目。今回がアルバム初収録となる。
9. 君がいたから（di mare version）
  - 作曲：織田哲郎　編曲：葉山たけし

7thアルバム『TODAY IS ANOTHER DAY』収録曲のニューミックスバージョン。オリジナルと比し、シェイカー音が強調されている。1995年に発売されたFIELD OF VIEWデビューシングル曲のセルフ・カバー。
10. 止まっていた時計が今動き出した
  - 作曲：中村由利　編曲：徳永暁人

10thアルバム『止まっていた時計が今動き出した』収録曲。
11. さわやかな君の気持ち
  - 作曲・編曲：徳永暁人

34thシングル。シングルバージョンはアルバム初収録。
12. 少女の頃に戻ったみたいに
  - 作曲：大野愛果　編曲：池田大介

25thシングル「運命のルーレット廻して」のカップリング曲。シングルバージョンはZARDのアルバム初収録。
13. 世界はきっと未来の中（di mare version）
  - 作曲：岩井勇一郎　編曲：徳永暁人・古井弘人・シオジリケンジ

29thシングルのニューミックスバージョン。新たなコーラスが加わっており、原曲よりハードロックになっている。当初は、What a beautiful moment tourの音源（ライブバージョン）の収録が検討されていた。
14. いつかは…
  - 作曲：坂井泉水　編曲：明石昌夫

2ndアルバム『もう探さない』収録曲。

### 特典DVD
1. もう少し あと少し…
  - 作曲：栗林誠一郎　編曲：明石昌夫

9thシングル。
2. 眠り
  - 作曲：坂井泉水　編曲：池田大介

16thシングル「サヨナラは今もこの胸に居ます」のカップリング曲。坂井泉水による作詞・作曲作品。今回のバージョンは、7thアルバム『TODAY IS ANOTHER DAY』収録バージョンだが、本作ではアウトロがフェードアウトしないバージョンのため、エレキギターソロパートを最後まで聴くことができる。